# Quintiq
Quintiq est un éditeur néerlandais de solutions de planification et d'optimisation de la Supply Chain (SCP&O).

## Histoire
Quintiq a été fondé en 1997, à Bois-le-Duc aux Pays-Bas par cinq spécialistes de l'intelligence artificielle dont Victor Allis et Arjen Heeres,.

## Présent
En plus de ses deux sièges sociaux à Radnor en Pennsylvanie et à Bois-le-Duc, la société possède plusieurs bureaux à travers le monde : Paris (France), Rome et Brescia (Italie), Düsseldorf (Allemagne), Londres (Grande-Bretagne), Vantaa (Finlande), Zurich (Suisse), Petaling Jaya (Malaisie), Melbourne, Perth et Sydney (Australie), Shanghai (Chine) et Séoul (Corée du Sud). 
Quintiq compte actuellement plus de 1100 employés au niveau mondial.
La société a déployé ses solutions dans plus de 80 pays. Parmi ses clients, on trouve des entreprises comme : KLM Royal Dutch Airlines; DHL; P&O Ferrymasters; Federal Aviation Administration; Novelis; Walmart. Saint-Gobain ou Danone.
Victor Allis cède sa place de PDG de Quintiq en 2016 à Rob Van Egmond. En 2012, 48 % des parts ont été cédées à deux acteurs de Capital-investissement de la région de Philadelphie,.
En 2014, Quintiq est racheté par Dassault Systèmes.